# Poul Kanneworff
Poul Sehested Kanneworff, född 13 mars 1896 i Frederiksberg, Danmark, död 11 mars 1958, var en dansk scendekoratör, regissör och konstnär.
Poul Kanneworff var son till Viggo Herman Thorvald Kanneworff och Jehn Petra Henningsen och från 1927 gift med Elna Charlotte Johansson (1903–1975). Han hade två systrar, Margrethe Laura Kanneworff och Gerda Benedicte Kanneworff. Han hade även bröderna Johannes Kanneworff och Erik Immanuel Kanneworff. Han var morbror till Margrethe Laura Kanneworffs tre barn Kiser Bendix Kanneworff, Erik Bendix Kanneworff och Agnete Bendix Kanneworff Jakobsen, samt  Gerda Benedicte Kanneworffs tre barn Niels Fabricius-Bjerre, Lars Febricius-Bjerre och Rikke Febricius-Bjerre. 
Kanneworff studerade konst för Peter Rostrup Bøyesen vid den danska konstakademien 1915–1919 och teatermåleri för Carl Christian Lund. Han anställdes som konstnärlig rådgivare vid Stora teatern i Göteborg 1920. Han blev regissör och medlem av teaterdirektionen 1925 och var verksam i Sverige fram till 1935 då han flyttade åter till Danmark för att arbeta vid Det Kongelige Teater i Köpenhamn. Han arbetade även för Dagmarteatret, Det ny Teater, Betty Nansen Teatret och Frederiksberg Teater. För Malmö stadsteater utförde han dekorationerna till Hoffmanns äventyr och Läderlappen. Han medverkade i konstutställningar i Göteborg och på Gröningen och Kunstnernes Efteraarsudstilling i Köpenhamn. Ett av hans större offentliga uppdrag var dekoreringen av bergbanan på Liseberg i Göteborg. Hans bildkonst består av stilleben, landskap och figurstudier i olja akvarell eller pastell. Som illustratör illustrerade han bland annat Adam Oehlenschlägers Aladdin. Kanneworff är i Sverige representerad vid Scenkonstmuseet och Teatermuseet i Göteborg.